# Planitzer SC
Planitzer SC was een Duitse voetbalclub uit Planitz, dat tot 1944 een zelfstandige gemeente was maar nu een deel van de stad Zwickau in Saksen. De club was vrij succesvol in de vooroorlogse periode en ging in 1949 op in een nieuwe club.

## Geschiedenis
De club werd in 1912 opgericht en sloot zich aan bij de Midden-Duitse voetbalbond. In 1922 promoveerde de club naar de hoogste klasse van West-Saksen. Na een aantal jaren middenmoot werd de club voor het eerst kampioen in 1928/29 en plaatste zich hierdoor voor de Midden-Duitse eindronde. Na een overwinning op Viktoria Lauter verloor de club van Dresdner SC in de kwartfinale. Twee jaar later eindigde de club bovenaan de rangschikking samen met SVgg Meerane 07 en moest via een testwedstrijd de titel binnen halen. In de eindronde versloeg de club TV Theuma en Wacker Halle, maar werd dan opnieuw door Dresdner SC uitgeschakeld.
In 1933 werd de competitie grondig geherstructureerd. De Midden-Duitse bond werd afgeschaft en er kwam één grote competitie voor de regio Saksen, de Gauliga Sachsen, waarvoor de club zich plaatste dankzij een tweede plaats in het voorgaande seizoen. De club moest het nu opnemen tegen gevestigde waarden uit Dresden, Leipzig en Chemnitz. In 1936/37 eindigde de club voor het eerst in de top 3. In 1939/40 werd de Gauliga in twee groepen van 6 gesplitst. Planitz werd groepswinnaar en speelde de finale tegen andere groepswinnaar Dresdner SC en verloor. Het volgende seizoen werd de club vicekampioen, opnieuw achter Dresdner SC, zij het met grote achterstand. In Gauliga Sachsen 1941/42 was het eindelijk raak en werd de club kampioen. Hierdoor plaatste de club zich voor het eerst voor de nationale eindronde. Na overwinningen op Luftwaffen-SV Boelcke Krakau en SpVgg Breslau 02 bereikte de club de kwartfinale tegen First Vienna FC, die met 3:2 verloren werd. Het volgende jaar moest de club Dresdener SC opnieuw laten voorgaan dat met het maximum van de punten won en later zelfs landskampioen werd. In 1943/44 werd slechts de zevende plaats behaald. Het laatste seizoen van de Gauliga werd niet voltooid wegens het nakende einde van de Tweede Wereldoorlog.
Na de oorlog werden alle Duitse voetbalclubs ontbonden. De club werd heropgericht als SG Planitz en werd in 1947 kampioen van Zwickau. In 1948 werd de club kampioen en plaatste zich voor de eindronde van de Oost-zone, wat later de DDR zou worden. De club bereikte de finale in Leipzig voor 40.000 toeschouwers en won van SG Freiimfelde Halle. Hierdoor stootte de club nog door naar de eindronde van gezamenlijk Duitsland en verloor daar in de kwartfinale van 1. FC Nürnberg.
Op 15 maart 1949 nam automobielfabriek Horch de club over en werd zo ZSG Horch Zwickau, dat de eerste officiële kampioen van Oost-Duitsland zou worden.

### Deelnames Tschammerpokal
De club nam ook enkele malen deel aan de Tschammerpokal, de voorloper van de huidige DFB-Pokal, maar kon hierin geen potten breken.
| Jaar | Club 1         | Uitslag | Club 2                       |
| ---- | -------------- | ------- | ---------------------------- |
| 1936 | 1. FC Nürnberg | 7:0     | SC Planitz                   |
| 1937 | SC Planitz     | 3:1     | Beuthener SuSV 09            |
|      | VfB Stuttgart  | 2:0     | SC Planitz                   |
| 1939 | Hertha BSC     | 6:2     | Planitzer SC                 |
| 1940 | Planitzer SC   | 3:1     | Vorwärts-Rasensport Gleiwitz |
|      | SC Wacker Wien | 6:2     | Planitzer SC                 |
| 1942 | NTSG Falkenau  | 3 :1    | Planitzer SC 3:1             |

## Erelijst
Kampioen West-Saksen
1929, 1931
Gauliga Sachsen
1942